# Wedding Cake House (Providence, Rhode Island)

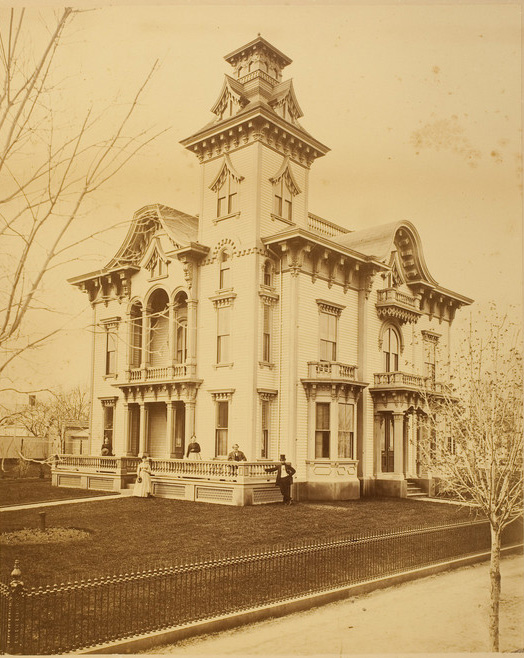
Fotografía de 1867 del primer propietario de la casa, John Kendrick.

The Wedding Cake House (formalmente denominada como la casa Kendrick-Prentice-Tirocchi), es una casa histórica de tres pisos ubicada en 514 Broadway Street en el distrito histórico Broadway-Armory de Providence, Rhode Island. Construido en 1867 y ocupado continuamente hasta 1989, su contenido fue objeto de una exhibición en 2001 en el Museo de la Escuela de Diseño de Rhode Island. 
Construida en estilo italiano victoriano, fue llamada la "mejor casa de estilo pan de jengibre " de Providence.

## Arquitectura

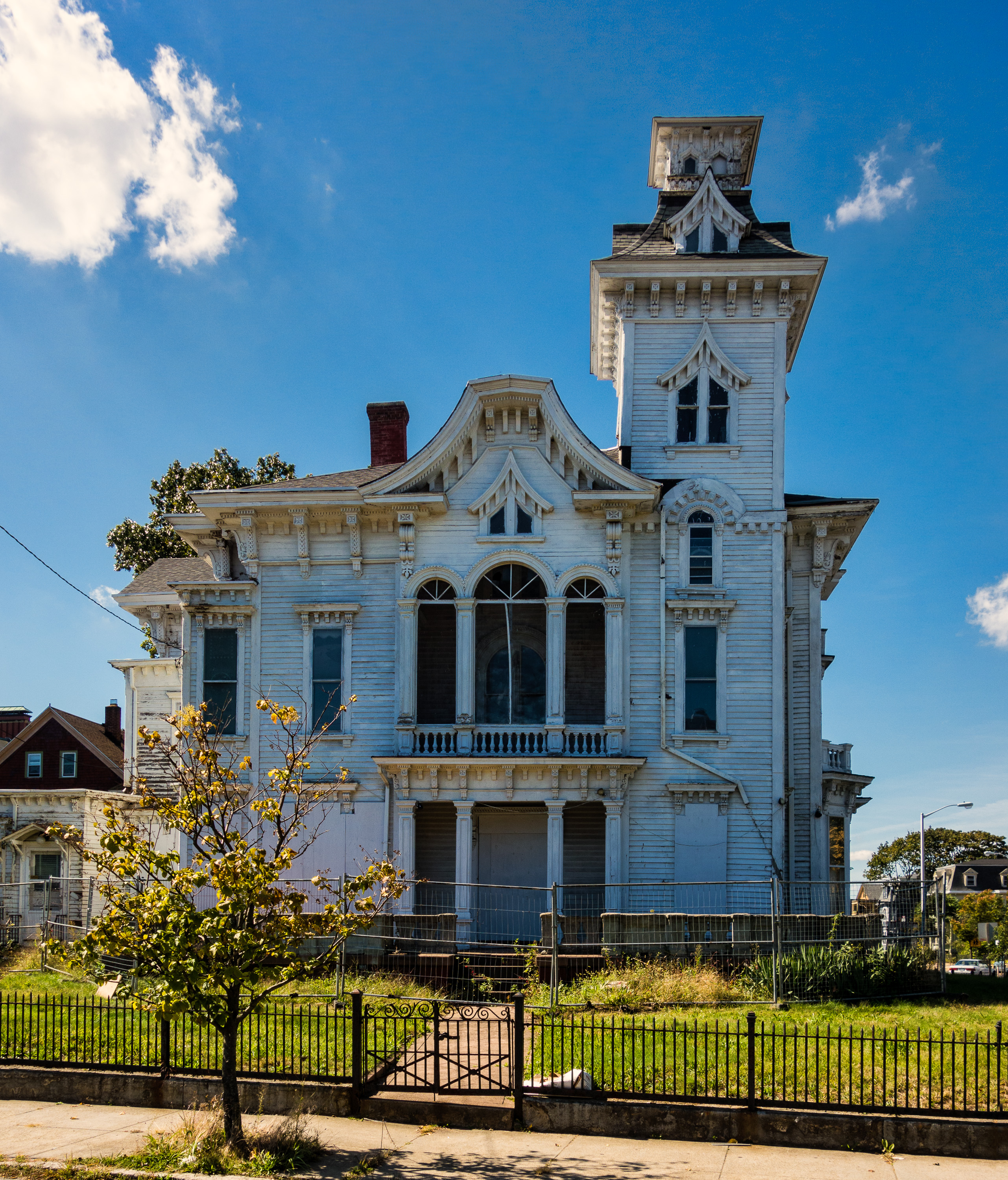
La casa en 2012

Construida por el arquitecto de Broadway Perez Mason en 1867, fue descrita por George P. Landow como una obra del Gótico carpintero, siendo “más carpintera que gótica”. El exterior rectilíneo de la casa oscurece su complejo plano interior. Mason agregó una gran cantidad de adornos que distraen la atención de los elementos del techo del Segundo Imperio, que es un estilo de mansarda baja y ensanchada con grandes soportes.
La torre ornamentada de dos pisos tiene una habitación sin terminar en la parte superior que ofrece una amplia vista de la ciudad; está rematado en su punto máximo con una cúpula de pagoda. El bloque principal de la casa está interrumpido por gabletes de gran tamaño "sunbonnet" o "sunburst" y una logia empotrada de dos pisos. Landow continúa describiendo la casa como "una declaración de la idiosincrasia vernácula de Rhode Island". También tiene un ático sin terminar.
Varias otras casas a lo largo de la calle se parecen a esta, incluida la Casa Thomas Pierce, también construida en 1867; la casa JW Windsor en 106 Courtland, anteriormente en 124 Broadway, construida en 1850; y John W. Potter House en 446 Broadway, construida en 1882. Sin embargo, 514 Broadway es el ejemplo más llamativo de las casas de estilo italiano 'extravagantes y pretenciosas' que permitieron a la población de nuevos ricos de Providence emular las mansiones de dinero antiguo de Newport.

## Primeros años
La casa fue construida en 1867 para John Kendrick, un empresario de American Supply Co., que fabricaba arneses de telar para la industria textil.
El magnate ferroviario George W. Prentice la compró en 1881. Él y su esposa instalaron un ascensor en algún momento de la década de 1880 y, por lo tanto, fueron los primeros en adoptar esta nueva tecnología. El ascensor fue dado de baja en 1924 después de que se pudriera un cable.
Las direcciones de Broadway se cambiaron dos veces, en 1867 y en 1893. The Wedding Cake House estuvo ubicado en 248 Broadway hasta 1893, cuando cambió a 514.

## La familia Tirocchi
Fue comprada por las hermanas Anna y Laura Tirocchi en 1915 y ocupada por su familia combinada hasta que Laura murió en 1982. Laura se casó con el Dr. Louis Cella, quien tenía su consultorio médico en el primer piso.
Las hermanas usaron el segundo y tercer piso para su negocio de confección, que habían comenzado en 1911 en Butler Exchange Building. En 1917, el Dr. Cella hizo construir una pequeña adición de un piso en la parte trasera de la casa para su práctica privada.

### Museo RISD
Tras la muerte de Anna en 1947, Laura cerró el negocio, dejando material y registros in situ. Sus papeles, herramientas, telas y la ropa almacenada no se tocaron durante los siguientes cuarenta y dos años. Siete años después de la muerte de Laura, su hijo Louis J. Cella Jr. se acercó al Museo RISD para adquirir el contenido de la casa. La colección, una "cápsula del tiempo", forma el registro más completo que existe de un negocio histórico de confección.
Después de doce años de trabajo de catalogación e investigación de la colección, el museo presentó una exposición: De París a Providencia: moda, arte y la tienda de modistas Tirocchi, 1915-1947. El Museo RISD posee los trescientos vestidos de la colección y ha archivado los documentos de Tirocchi en la Biblioteca Fleet . La Universidad de Rhode Island mantiene otros dos mil objetos, incluidas muestras de telas y adornos.
El museo, en colaboración con la Universidad de Brown, desarrolló y continúa manteniendo un extenso sitio web dedicado al proyecto. También tiene un componente del plan de estudios de historia estadounidense de octavo grado centrado en las Tirocchi como mujeres diseñadoras e inmigrantes ítalo-estadounidenses.

## Restauración
Estuvo deshabitada desde 1947 hasta 1982 y aún no está en condiciones habitables. Se han realizado varios esfuerzos de restauración desde 2011 por la Providence Preservation Society, que incluyó la casa en su lista de Propiedades más amenazadas en 2010, 2012, 2015 y 2016.

### 2011-2015
En 2011 se anunció que la ahora desaparecida organización sin fines de lucro Community Works Rhode Island había adquirido la propiedad, con la intención de completar una renovación para 2012. El plan incluía cinco unidades de condominio que estarían disponibles para compradores con ingresos calificados. CWRI logró recaudar casi $200,000 dólares en créditos fiscales históricos estatales para la restauración, que es transferible a los nuevos propietarios. Sin embargo, el plan fracasó y en 2016 los propietarios se quedaron con un préstamo de $350,000 para pagar a la Agencia de Reurbanización de Providence. Había otorgado el dinero en base a un uso para viviendas asequibles.
Además, el Fondo Rotatorio de Providence recaudó una cantidad considerable de dinero para restaurarlo. Trabajó para reparar problemas estructurales básicos, como umbrales podridos, un techo con goteras y la inclinación de su torre de dos pisos.

### 2015 al presente
La Asociación de Vecinos de West Broadway y la Sociedad de Preservación de Providence se unieron para realizar una campaña de Indiegogo semi-exitosa en 2015 para apoyar las renovaciones de emergencia mientras la casa permanecía en el mercado. El Fondo Rotatorio de Providence también ha trabajado para prevenir más daños a través de la instalación de un sistema de alarma. Pero el edificio está amenazado por los años de bajo mantenimiento.
Está siendo renovado por el colectivo artístico feminista de Rhode Island, Dirt Palace, en un esfuerzo por adaptar la propiedad como un espacio de residencia de artistas, similar a su ubicación actual en Olneyville, Rhode Island. Para la fecha de venta en febrero de 2017, Dirt Palace ya contaba con una subvención de $ 250,000 del Consejo de las Artes del Estado de Rhode Island para financiar la restauración. El colectivo tiene la intención de alterar lo menos posible el plan original de la casa.